# Lista regiunilor din Tasmania

## Orașe
- Burnie
- Clarence
- Devonport
- Glenorchy
- Hobart
- Launceston

## Municipii
- Break O'Day
- Brighton
- Central Coast
- Central Highlands
- Circular Head
- Derwent Valley
- Dorset
- Flinders Island
- George Town
- Glamorgan/Spring Bay
- Huon Valley
- Kentish
- Kingborough
- King Island
- Latrobe
- Meander Valley
- Northern Midlands
- Sorell
- Southern Midlands
- Tasman
- Waratah-Wynyard
- West Coast
- West Tamar